# 1347 TCN
Năm 1347 TCN  (số La Mã:MCCCXLVII) là một năm trong lịch Julius, cách Công Nguyên 1347 năm về trước.

## Sinh
- Ankhesenamun (mất khoảng năm 1323 TCN) là Công chúa Ai Cập thuộc Vương triều thứ 18 con gái pharaoh Akhenaten Về sau bà kết hôn với em trai khác mẹ là Tutankhamun và trở thành Vương hậu Ai Cập[1].